# Polyphrix varians
Polyphrix varians är en stekelart som beskrevs av Henry Keith Townes, Jr. 1970. Polyphrix varians ingår i släktet Polyphrix och familjen brokparasitsteklar. Inga underarter finns listade i Catalogue of Life.